# Midori Matsuya
Midori Matsuya (jap 松谷翠, Matsuya Midori) (18 de marzo de 1943 - 9 de enero de 1994) fue un pianista japonés graduado por la Universidad Nacional de Bellas Artes y Música de Tokio. Estudió con Kichigoro Sato, Noboru Toyomasu, Naoya Fukai y Lay Lev.
Su padre fue un pianista de jazz japonés, Minoru Matsuya (1910-95), que le enseñó a tocar el piano desde su infancia. Creció en un entorno propicio para aprender tanto música clásica como jazz. También estudió armonía y composición con Roh Ogura (1916-90) en Kamakura.
En 1973 marchó a Alemania para estudiar en la Facultad de Arte de Berlín. En 1975 regresó a Japón para ocuparse de tareas relacionadas con la organización de conciertos, la radiodifusión y la grabación. Fue profesor en el Departamento de Música de la Universidad de Nihon. Fue profesor de piano d' Hiroaki Zakoji (1958-87). Su hijo es un cantante, Leo Matsuya.
Grabó su último CD, Light Colored Album, poco antes de su muerte (CD de Piezas japonesas contemporáneas para piano).